# 米哈尔内阁
米哈尔内阁是爱沙尼亚政府的第五十四屆內閣。在卡娅·卡拉斯辞去總理职务並被任命为欧盟外交与安全政策高级代表後，由克里斯滕·米哈尔領導的内阁於2024年7月23日宣誓就职。

## 背景
2023年爱沙尼亚国会选举後，爱沙尼亚改革党的議席有所增加，時任总理卡娅·卡拉斯选择於當年3月7日与爱沙尼亚200、社会民主党兩黨开展聯合執政谈判。
卡娅·卡拉斯被任命为欧盟外交与安全政策高级代表后辞去了总理职务，爱沙尼亚改革党委员会提名克里斯滕·米哈尔開展聯合執政谈判以组建新政府。米哈尔选择继续与爱沙尼亚200、社会民主党兩黨維持原有的聯合執政安排。

## 內閣成員
内阁共有14名成員，其中爱沙尼亚改革党佔7名（包括总理）、社会民主党佔4名，爱沙尼亚200佔3名。弗拉基米尔·斯维特被任命为基础设施部长的消息令很多人感到意外，因为他在被任命前曾是愛沙尼亞中間黨的成员，而且他对俄羅斯聯邦併吞克里米亞的立场並不明确。
| 職務           | 姓名              | 政黨 | 政黨           |
| -------------- | ----------------- | ---- | -------------- |
| 總理           | 克里斯滕·米哈尔   |      | 爱沙尼亚改革党 |
| 財政部長       | 于尔根·利吉       |      | 爱沙尼亚改革党 |
| 外交部長       | 马尔古斯·察赫克纳 |      | 爱沙尼亚200    |
| 经济与工业部长 | 埃勒克基·克尔多   |      | 爱沙尼亚改革党 |
| 司法与数字部长 | 丽萨-吕·帕科丝塔  |      | 爱沙尼亚200    |
| 國防部長       | 汉诺·佩夫库尔     |      | 爱沙尼亚改革党 |
| 文化部長       | 黑迪·普尔加       |      | 爱沙尼亚改革党 |
| 內政部長       | 劳里·莱内梅茨     |      | 社會民主黨     |
| 教育与研究部长 | 克里斯蒂娜·卡拉斯 |      | 爱沙尼亚200    |
| 气候部长       | 约科·阿伦德尔     |      | 爱沙尼亚改革党 |
| 基础设施部长   | 弗拉基米尔·斯维特 |      | 社會民主黨     |
| 衞生部長       | 丽娜·西克库特     |      | 社會民主黨     |
| 社会保障部长   | 西格奈·丽莎洛     |      | 爱沙尼亚改革党 |
| 地区与农业部长 | 皮蕾特·哈尔特曼   |      | 社會民主黨     |

## 外部連結
- 爱沙尼亚政府官方网站

| 前任： 第三次卡娅·卡拉斯内阁 | 愛沙尼亞政府 2024年— | 繼任： 現任 |